# Lucas Chevalier
Pour les articles homonymes, voir Chevalier.
Ne doit pas être confondu avec le sauteur à ski Lucas Chevalier-Girod.
Lucas Chevalier, né le 6 novembre 2001 à Calais (Pas-de-Calais), est un footballeur international français qui évolue au poste de gardien de but au Paris Saint-Germain.

## Biographie

### Jeunesse et formation
Lucas Chevalier commence le football à Coquelles, au Sporting Club coquellois, où ses parents résident. Son parcours amateur le conduit ensuite à l'AS Marck. Repéré par le LOSC Lille, il entre d'abord au pôle Espoirs de Liévin et signe ensuite chez les Dogues, club qu'il soutient depuis son enfance, en 2014. Il intègre alors le centre de formation des Dogues, au domaine de Luchin, où il fera toutes ses classes à l'instar de ses prédécesseurs et compatriotes Benjamin Pavard ou Mathieu Debuchy. Durant son parcours au sein des équipes de jeunes du club nordiste, le pensionnaire du centre de formation se retrouve constamment surclassé, de saison en saison.

### Carrière en club

#### Découverte du monde professionnel avec le LOSC Lille (2018-2021)
Lucas Chevalier fait ses premières apparitions sur le banc de la réserve du LOSC Lille au mois de mai 2018. Le 18 août 2018, il connaît sa première titularisation lors d'un match de National 2 contre le SAS Épinal. Lors de la saison 2019-2020, il est titulaire lors de chacun des matchs de Youth League disputés par l'équipe des moins de 19 ans du LOSC, qui termine deuxième de sa poule derrière l'Ajax Amsterdam et devant le Chelsea FC et le Valence CF.
La saison suivante, il connaît ses premières convocations dans le groupe professionnel pour les rencontres de Ligue 1, de Coupe de France comme de Ligue Europa. Troisième dans la hiérarchie des gardiens de l'équipe première derrière Mike Maignan et Oréstis Karnézis, il ne dispute aucune rencontre mais fait tout de même partie de l'équipe qui devient championne de France.

#### Prêt concluant au Valenciennes FC (2021-2022)
Manquant de temps de jeu, il accepte d'être prêté chez le voisin du Valenciennes FC en Ligue 2 où il se blesse juste avant le début de la saison. Après son retour de blessure, entraîné par Jérémie Janot, il participe à 30 matchs dans cette division,. Ses bonnes performances lui valent d'être élu joueur de l'année du club de Valenciennes par les supporters de ce dernier. Il a aussi été nommé révélation des gardiens de Ligue 2 par les entraîneurs des gardiens du football professionnel français.

#### Premières titularisations avec son club formateur (2022-2025)
Le 10 septembre 2022, après son retour de prêt, il dispute son premier match de Ligue 1 contre l’Olympique de Marseille. Après avoir gardé les cages du LOSC Lille les matchs suivants contre le Toulouse FC et le FC Lorient, il est de nouveau titulaire lors du derby du Nord contre le RC Lens au stade Pierre-Mauroy, le 9 octobre. Il réalise un excellent match, arrêtant notamment un penalty en début de rencontre et réalisant par la suite plusieurs arrêts décisifs et spectaculaires. Après le match, il déclare au micro de Prime Video et à Thierry Henry que Mike Maignan, ancien gardien du club avec lequel il est resté en contact, l'avait appelé dans la journée pour le conseiller et l'encourager. Sa performance lui vaut d'être nommé dans l'équipe type de la journée du quotidien L'Équipe.
Un chant pour lui a été créé par les DVE dès qu'il rentre sur la pelouse lors des échauffements au stade Pierre-Mauroy : « C'est un enfant du coin, c'est notre numéro 1, c'est Lucas Chevalier, c'est Lucas Chevalier ».
Le 3 décembre 2023, Lucas Chevalier réalise une performance de haut vol face au FC Metz. Il arrête un premier penalty tiré par Simon Elisor à la 29e minute, penalty provoqué par Leny Yoro. Il réitère l’exploit à la 55e minute après avoir lui-même provoqué le penalty. Ce soir-là, les Dogues remportent le match deux buts à zéro. Le gardien français poursuit une progression linéaire lors de la saison 2023-2024. Auteur de plusieurs parades de haut niveau, à l’instar de celle face à Aston Villa en quart de finale retour de la Ligue Europa Conférence. Une fois encore, il est nommé parmi les meilleurs gardiens de Ligue 1 à l’issue de la saison[réf. souhaitée].
Son ancien coéquipier Benoît Costil, ne tarit pas d’éloge sur l’enfant du coin. Il est ainsi décrit dans ces termes par l’ancien international français : « Il va aller très loin et pour plein de raisons. Déjà, c’est qu’il est hyper talentueux, très bon dans tous les domaines. Je pense qu’il peut encore s’améliorer et cela vous dit à quel point il va aller haut. Il est très bien entouré. Il a la chance d’être dans un club qui l’a mis dans de très bonnes conditions. La structure que le LOSC a mise autour de lui, c’est remarquable et très intelligent pour son évolution. Je le vois aller très loin […] Je pense qu’il a déjà ce talent et la maturité pour pouvoir aller dans un club du Top 10 européen ».

#### Transfert au Paris Saint-Germain (2025-)
Le 8 août 2025, Lucas Chevalier quitte le LOSC Lille et s'engage en faveur du Paris Saint-Germain en paraphant un contrat de cinq ans, soit jusqu'en juin 2030,,. Le montant du transfert est estimé à 40 millions d'euros, voire 55 millions d'euros en fonction de l'activation ou non des bonus inclus dans la transaction du portier français,,. Avec ce transfert, il devient le troisième gardien le plus cher de l'histoire derrière Kepa Arrizabalaga (80 millions d'euros) et Alisson (72 millions d'euros),.  
Le 13 Août 2025, il joue la Finale de la Supercoupe de l’UEFA, pour son premier match avec le club. Il est l’auteur de plusieurs belles parades et arrête, lors de la séance de tirs au but, le penalty de Micky Van de Ven.   

### Carrière en sélection nationale

#### Sélections juniors
En mars 2017, Lucas Chevalier découvre les sélections nationales dès les U16 avec qui il participe au match nul contre la Pologne (2-2). Il intègre ensuite la sélection U18 avec qui il jouera quatre rencontres toutes terminées par des victoires. Le 11 novembre 2021, gardien des U20, il dispute un match contre l'Allemagne.
En mars 2022, Sylvain Ripoll l'appelle en équipe nationale espoir en remplacement d'Illan Meslier, forfait. Les joueurs de l'équipe de France sont logés à Coquelles où il a fait ses débuts et où ses parents résident encore, mais il n'entre pas en jeu lors de deux matchs joués à Calais,,. Le 19 novembre 2022, il dispute finalement son premier match avec l'équipe de France espoirs contre la Norvège, pour un score final d'un but partout. Le 16 mars 2023, il est convoqué une nouvelle fois avec les Bleuets.
Le 3 juin 2024, Thierry Henry le sélectionne dans une pré-liste de 25 joueurs afin de disputer les Jeux olympiques 2024 à Paris, mais il n'est finalement pas libéré par son club qui joue les tours préliminaires de la Ligue des champions.

#### Équipe de France A
En novembre 2024, il est pour la première fois sélectionné par Didier Deschamps en équipe de France A, et endosse le rôle de troisième gardien derrière Mike Maignan et Brice Samba, pour affronter Israël et l'Italie dans le cadre de la Ligue des nations. En mai 2025, il fait partie du groupe de 25 joueurs convoqués pour participer à la phase finale de Ligue des nations. Il ne prend part à aucune rencontre et la France termine troisième,,.

## Statistiques
| Saison                | Club                   | Championnat           | Championnat | Championnat | Coupe(s) nationale(s) | Coupe(s) nationale(s) | Compétition(s) continentale(s) | Compétition(s) continentale(s) | Compétition(s) continentale(s) | Supercoupe de l'UEFA | Supercoupe de l'UEFA | Total | Total |
| Saison                | Club                   | Division              | M.          | B.          | M.                    | B.                    | Comp.                          | M.                             | B.                             | M.                   | B.                   | M.    | B.    |
| 2021-2022             | Valenciennes FC (prêt) | Ligue 2               | 30          | 0           | -                     | -                     | -                              | -                              | -                              | -                    | -                    | 30    | 0     |
| 2022-2023             | Lille OSC              | Ligue 1               | 32          | 0           | 2                     | 0                     | -                              | -                              | -                              | -                    | -                    | 34    | 0     |
| 2023-2024             | Lille OSC              | Ligue 1               | 33          | 0           | 3                     | 0                     | C4                             | 9                              | 0                              | -                    | -                    | 45    | 0     |
| 2024-2025             | Lille OSC              | Ligue 1               | 34          | 0           | -                     | -                     | C1                             | 14                             | 0                              | -                    | -                    | 48    | 0     |
| Sous-total            | Sous-total             | Sous-total            | 99          | 0           | 5                     | 0                     | -                              | 23                             | 0                              | -                    | -                    | 127   | 0     |
| 2025-2026             | Paris Saint-Germain    | Ligue 1               | -           | -           | -                     | -                     | C1                             | 0                              | 0                              | 1                    | 0                    | 1     | 0     |
| Total sur la carrière | Total sur la carrière  | Total sur la carrière | 129         | 0           | 5                     | 0                     | -                              | 23                             | 0                              | 1                    | 0                    | 158   | 0     |

## Palmarès

### En club
Paris Saint-Germain : 
- Supercoupe d'Europe (1) :
  - Vainqueur en 2025

### En sélection nationale
Avec l'équipe de France, il termine troisième de la Ligue des nations 2025.

### Distinction personnelles
- Meilleur gardien de Ligue 1 aux Trophées UNFP 2025[39].
- Nommé dans l'équipe type de Ligue 1 aux Trophées UNFP 2025[39].